# NGC 1011
NGC 1011 è una galassia ellittica (o lenticolare) situata nella costellazione della Balena, a una distanza di circa 218 milioni di anni luce dalla nostra Via Lattea.

## Scoperta
La galassia è stata scoperta il 21 novembre 1876 dall'astronomo francese Édouard Stephan.